# Platanus × acerifolia
Platanus × acerifolia, (tiếng Anh: London plane,, or hybrid plane), tên Việt: huyền linh Luân Đôn, tên Hán Việt: nhị cầu huyền linh mộc (huyền linh 2 cầu), là một loại cây thuộc chi Platanus. Nó thường được xem là do 2 cây Platanus orientalis (oriental plane) và Platanus occidentalis cấy với nhau. Một số nhà chuyên môn lại nghĩ là đó là giống cây trồng của loài P. orientalis.